# Mark B
Mark B, punog imena Medium Mark B je bio srednji tenk Britanskog Carstva (današnje Ujedinjeno Kraljevstvo) tijekom Prvog svjetskog rata, nasljednik tenka Mark A. Proizvedeno je svega 54 primjerka ovog tenka, od koji je 19 dopremljeno u Rusiju kao vojna pomoć pokretu Bijela garda koji se borio protiv Boljševizma.
Tenk je napravljen prema dizajnu poručnika Waltera Gordona Wilsona krajem 1918. godine. U njega je bio ugrađen jedan Ricardo motor snage 100 KS, uparen s Wilsonovim transmisijom. Motor je bio u posebnom odjeljku i od posade odvojen pregradom, što je prvo takvo tehničko rješenje na svijetu. U originalnom nacrtu planirana je ugradnja 2-pounder topa, ali jedini proizvedeni primjerci Mark B tenka su bili "ženski" tenkovi, naoružani s četiri Hotchkiss strojnice sa šest alternativnih mjesta na kojima se moglo ugraditi još strojnica. Zanimljiva improvizacija je ugradnja sprave sa sulfonskom kiselinom preko ispušne cijevi kako bi se mogla napraviti dimna zavjesa kada je to potrebno.
Iako je bio lakši za upravljanje u usporedbi s Mark A tenkom, Mark B je bio prespor za srednjeg tenka s najvećom brzinom od 9,5 km/h (6 mph). Uz to, pristup motoru je bio onemogućen, a prostor za posadu preskučen.

### Zajednički poslužitelj
|  | Zajednički poslužitelj ima još gradiva o temi Medium Mark B tank |